# Mesochorus abolitus
Mesochorus abolitus är en stekelart som beskrevs av Charles Thomas Brues 1910. Mesochorus abolitus ingår i släktet Mesochorus och familjen brokparasitsteklar. Inga underarter finns listade i Catalogue of Life.